# Let’s Dance/Staffel 6
Die sechste Staffel der Live-Tanzshow Let’s Dance wurde von RTL vom 5. April bis 31. Mai 2013 ausgestrahlt.

## Die Show
Bereits im Dezember 2012 wurde bekannt, dass Jorge Gonzalez Jurymitglied wird und damit Maite Kelly ablöst. Wie der Sender am 18. Februar 2013 zudem verlauten ließ, sollte die Jury nur noch aus drei Personen bestehen. Ferner liefe die Sendung – wie es bereits in ihrer dritten Staffel der Fall war – ab dem 5. April 2013 erneut freitags. Außerdem beschränkte man die Anzahl der Teilnehmer wieder auf zehn Tanzpaare.
Nach dem bereits zur Tradition gewordenen Discofox-Marathon etablierte sich auch der in der vorangegangenen Staffel eingeführte Tanz-Showdown, der nun unter dem Titel „Tanz-Battle“ ausgetragen wurde. Die gegeneinander antretenden Tänzergruppen formierten sich dieses Mal durch die Auswahl zweier Teamkapitäne aus der Reihe der Prominenten, die wiederum von den Zuschauern via der App RTL Inside bestimmt werden konnten. Deren Wahl fiel dabei auf Sıla Şahin (im Team „Sexy Six“ mit Paul Janke und Simone Ballack) und Balian Buschbaum, der jedoch noch am selben Abend ausschied und das „Staffelholz“ damit an Manuela Wisbeck (im Team „Baby Dolls“ mit Jürgen Milski und Manuel Cortez) weitergab. Da die Gruppen nicht mehr mit verschiedenen Tänzen gegeneinander antraten, sondern sich über eine Fusion aus Rumba und Jive maßen, betraf eine weitere Neuerung die Tanz-Performance selbst.
Daneben wurden auch die unter einem bestimmten Motto stehenden Sendungen fortgeführt: In der 50. Ausgabe am 10. Mai tanzten die Kandidaten in zwei Runden zu bekannten Filmtiteln, eine Woche später wurden wieder besondere Lebensereignisse („Magic Moments“) tänzerisch dargeboten. Neu hingegen war das im Halbfinale abgehaltene Dance-off – ein Battle zur direkten Leistungsgegenüberstellung aller verbliebenen Paare, die mittels gleichzeitig präsentierter Choreografie zu einem Cha-Cha-Cha gegeneinander antraten. Im Finale verfielen auf das Siegerpaar Manuel Cortez & Melissa Ortiz-Gomez 50,06 % der Anrufe des Zuschauervotings.

## Kandidaten
| Platz | Kandidat         | Profitänzer         |
| ----- | ---------------- | ------------------- |
| 01    | Manuel Cortez    | Melissa Ortiz-Gomez |
| 02    | Sıla Şahin       | Christian Polanc    |
| 03    | Paul Janke       | Ekaterina Leonova   |
| 04    | Simone Ballack   | Erich Klann         |
| 05    | Manuela Wisbeck  | Massimo Sinató      |
| 06    | Jürgen Milski    | Oana Nechiti        |
| 07    | Balian Buschbaum | Sarah Latton        |
| 08    | Marijke Amado    | Stefano Terrazzino  |
| 09    | Tetje Mierendorf | Isabel Edvardsson   |
| 10    | Gülcan Kamps     | Nikita Bazev        |

## Tänze
| Show                          | Datum          | Tänze in der Show |
| ----------------------------- | -------------- | --- |
| 1. Show                       | 05. April 2013 | Cha-Cha-Cha oder Langsamer Walzer |
| 2. Show                       | 12. April 2013 | Quickstepp oder Rumba |
| 3. Show                       | 19. April 2013 | Jive oder Tango |
| 4. Show                       | 26. April 2013 | Wiener Walzer oder Paso Doble sowie ein Discofox-Marathon aller sieben Paare                                                                       |
| 5. Show                       | 03. Mai 2013   | Samba oder Slowfox sowie ein gruppenweise bewertetes Tanz-Battle (jeweils Fusion aus Rumba und Jive)                                               |
| 6. Show – Movie-Night-Special | 10. Mai 2013   | Zwei der noch nicht gezeigten Tänze (Jive, Rumba, Wiener Walzer, Cha-Cha-Cha, Slowfox, Langsamer Walzer, Paso Doble)                               |
| 7. Show                       | 17. Mai 2013   | Einer der noch nicht gezeigten Tänze (Quickstepp, Cha-Cha-Cha, Slowfox) sowie Freestyle-Programme zu einem Magic Moment                            |
| 8. Show – Halbfinale          | 24. Mai 2013   | Zwei der noch nicht gezeigten Tänze (Quickstepp, Samba, Tango, Paso Doble, Langsamer Walzer) sowie ein Dance-off zu einer Cha-Cha-Cha-Choreografie |
| 9. Show – Finale              | 31. Mai 2013   | Jurytanz, Lieblingstanz sowie ein Freestyle |

## Ergebnisse
| Paar                                 | Platz | Letzter Tanz                    | 1  | 2  | 3  | 4 1   | 5 2   | 6        | 7        | 8 3         | 9           | ø je Tanz |
| ------------------------------------ | ----- | ------------------------------- | -- | -- | -- | ----- | ----- | -------- | -------- | ----------- | ----------- | --------- |
| Manuel Cortez & Melissa Ortiz-Gomez  | 1     | Rumba, Jive, Freestyle          | 11 | 13 | 17 | 21+6  | 17+18 | 45 21+24 | 56 27+29 | 49+26 21+28 | 82 25+28+29 | 22,21     |
| Sıla Şahin & Christian Polanc        | 2     | Samba, Wiener Walzer, Freestyle | 13 | 22 | 21 | 28+8  | 21+17 | 46 21+25 | 49 21+28 | 53+24 23+30 | 82 24+29+29 | 23,93     |
| Paul Janke & Ekaterina Leonova       | 3     | Samba, Tango, Cha-Cha-Cha       | 13 | 19 | 18 | 11+4  | 21+17 | 34 13+21 | 26 10+16 | 30+15 12+18 |             | 15,64     |
| Simone Ballack & Erich Klann         | 4     | Quickstepp, Freestyle           | 15 | 8  | 9  | 12+2  | 14+17 | 21 10+11 | 27 14+13 |             |             | 11,78     |
| Manuela Wisbeck & Massimo Sinató     | 5     | Slowfox, Paso Doble             | 13 | 13 | 12 | 16+3  | 10+18 | 33 17+16 |          |             |             | 13,86     |
| Jürgen Milski & Oana Nechiti         | 6     | Samba, Rumba, Jive              | 6  | 12 | 13 | 17+10 | 8+18  |          |          |             |             | 11,20     |
| Balian Buschbaum & Sarah Latton      | 7     | Paso Doble, Discofox            | 17 | 15 | 11 | 13+1  |       |          |          |             |             | 14,00     |
| Marijke Amado & Stefano Terrazzino   | 8     | Tango                           | 13 | 12 | 11 |       |       |          |          |             |             | 12,00     |
| Tetje Mierendorf & Isabel Edvardsson | 9     | Rumba                           | 10 | 10 |    |       |       |          |          |             |             | 10,00     |
| Gülcan Kamps & Nikita Bazev          | 10    | Cha-Cha-Cha                     | 10 |    |    |       |       |          |          |             |             | 10,00     |

Grüne Zahlen: höchste erreichte Jury-Punktzahl der Show
Rote Zahlen: niedrigste erreichte Jury-Punktzahl der Show
Nach Jury- und Zuschauervoting Letztplatzierte
* Punkte in Normalgröße: Wertungen in Standardtänzen oder vergleichbaren Tänzen (bilden Durchschnittswert)
* Punkte in Kleinschrift in oberer Zeile: Wertungen für Sondertänze
* Punkte in Kleinschrift in unterer Zeile: Zusammensetzung der Gesamtwertung bei zwei oder mehr Standardtänzen
1 Das Endergebnis setzt sich aus der Wertung für einen Paartanz und zusätzlichen 1–10 Punkten für den Discofox-Marathon zusammen.
2 Das Endergebnis setzt sich aus der Wertung für einen Paartanz und der Teamleistung im Battle zusammen.
3 Das Endergebnis setzt sich aus den Wertungen für zwei Paartänze sowie für das Dance-off zusammen.

## Einzelne Tanzwochen
| Tanzpaar                             | Tanz             | Musik                                               |
| ------------------------------------ | ---------------- | --------------------------------------------------- |
| Sıla Şahin & Christian Polanc        | Cha-Cha-Cha      | Natalia Kills – Free                                |
| Jürgen Milski & Oana Nechiti         | Cha-Cha-Cha      | Modern Talking – You’re My Heart, You’re My Soul    |
| Balian Buschbaum & Sarah Latton      | Langsamer Walzer | Simply Red – If You Don’t Know Me by Now            |
| Marijke Amado & Stefano Terrazzino   | Langsamer Walzer | Jackie DeShannon – What the World Needs Now Is Love |
| Manuela Wisbeck & Massimo Sinató     | Cha-Cha-Cha      | Aretha Franklin – Think                             |
| Manuel Cortez & Melissa Ortiz-Gomez  | Cha-Cha-Cha      | Olly Murs – Troublemaker                            |
| Gülcan Kamps & Nikita Bazev          | Cha-Cha-Cha      | Jessie J – Domino                                   |
| Simone Ballack & Erich Klann         | Langsamer Walzer | Mariah Carey – Open Arms                            |
| Tetje Mierendorf & Isabel Edvardsson | Cha-Cha-Cha      | Shakin’ Stevens – You Drive Me Crazy                |
| Paul Janke & Ekaterina Leonova       | Langsamer Walzer | Bette Midler – The Rose                             |

| Tanzpaar                             | Tanz       | Musik                                                                   |
| ------------------------------------ | ---------- | ----------------------------------------------------------------------- |
| Marijke Amado & Stefano Terrazzino   | Quickstepp | Jürgen Triebel – Mini Playback Show Theme                               |
| Simone Ballack und Erich Klann       | Rumba      | Roxette – Listen to Your Heart                                          |
| Jürgen Milski & Oana Nechiti         | Quickstepp | Kenny Loggins – Danger Zone                                             |
| Tetje Mierendorf & Isabel Edvardsson | Rumba      | Pet Shop Boys – Always on My Mind                                       |
| Sıla Şahin & Christian Polanc        | Rumba      | Rihanna – Diamonds                                                      |
| Manuela Wisbeck & Massimo Sinató     | Quickstepp | Richard O’Brien, Patricia Quinn, Little Nell & Charles Gray – Time Warp |
| Manuel Cortez & Melissa Ortiz-Gomez  | Rumba      | Triggerfinger – I Follow Rivers                                         |
| Paul Janke & Ekaterina Leonova       | Quickstepp | Train – Drive By                                                        |
| Balian Buschbaum & Sarah Latton      | Rumba      | P!nk – Try                                                              |

| Tanzpaar                            | Tanz  | Musik                                                        |
| ----------------------------------- | ----- | ------------------------------------------------------------ |
| Balian Buschbaum & Sarah Latton     | Jive  | Bruno Mars – Locked Out of Heaven                            |
| Manuel Cortez & Melissa Ortiz-Gomez | Tango | Astor Piazzolla – Libertango                                 |
| Marijke Amado & Stefano Terrazzino  | Tango | Irving Caesar – Just a Gigolo                                |
| Simone Ballack & Erich Klann        | Jive  | Jermaine Jackson & Pia Zadora – When the Rain Begins to Fall |
| Jürgen Milski & Oana Nechiti        | Tango | Cutting Crew – (I Just) Died in Your Arms                    |
| Manuela Wisbeck & Massimo Sinató    | Tango | Gossip – Move in the Right Direction                         |
| Paul Janke & Ekaterina Leonova      | Jive  | The Overtones – Gambling Man                                 |
| Sıla Şahin & Christian Polanc       | Tango | Gerardo Matos Rodríguez – La Cumparsita                      |

| Tanzpaar                            | Tanz          | Musik |
| ----------------------------------- | ------------- | --- |
| Jürgen Milski & Oana Nechiti        | Wiener Walzer | Michael Bolton – It’s a Man’s Man’s Man’s World (Cover) |
| Balian Buschbaum & Sarah Latton     | Paso Doble    | Linkin Park – Burn It Down |
| Manuel Cortez & Melissa Ortiz-Gomez | Paso Doble    | James Horner – The Plaza of Execution |
| Paul Janke & Ekaterina Leonova      | Paso Doble    | The White Stripes – Seven Nation Army |
| Manuela Wisbeck & Massimo Sinató    | Wiener Walzer | Paloma Faith – Never Tear Us Apart (live gesungen von Susan Albers) |
| Sıla Şahin & Christian Polanc       | Wiener Walzer | Jeff Buckley – Hallelujah |
| Simone Ballack & Erich Klann        | Paso Doble    | En Vogue – Free Your Mind |
|                                     |               | |
| alle Paare                          | Discofox      | Medley: Tacabro – Tacatà • DJ Antoine vs. Timati feat. Kalenna – Welcome to St. Tropez • Ke$ha – Die Young • Carly Rae Jepsen – Call Me Maybe • Mickie Krause feat. Ko&Ko – Schatzi schenk mir ein Foto! • Psy – Gangnam Style • Lisa Aberer – I Will Dance |

| Tanzpaar                            | Tanz                  | Musik                                                  |
| ----------------------------------- | --------------------- | ------------------------------------------------------ |
| Jürgen Milski und Oana Nechiti      | Samba                 | Carl Douglas – Kung Fu Fighting                        |
| Manuel Cortez & Melissa Ortiz-Gomez | Slowfox               | Cass Elliot – Dream a Little Dream of Me               |
| Manuela Wisbeck & Massimo Sinató    | Samba                 | Reel 2 Real feat. The Mad Stuntman – I Like to Move It |
| Simone Ballack & Erich Klann        | Slowfox               | Roger Cicero – Frauen regier’n die Welt                |
| Sıla Şahin & Christian Polanc       | Samba                 | Tarkan – Şımarık                                       |
| Paul Janke & Ekaterina Leonova      | Slowfox               | Razorlight – Wire to Wire                              |
|                                     |                       |                                                        |
| Team „Baby Dolls“                   | Fusion (Rumba & Jive) | Lady GaGa – The Edge of Glory                          |
| Team „Sexy Six“                     | Fusion (Rumba & Jive) | Bon Jovi – It’s My Life                                |

| Tanzpaar                            | Tanz             | Musik                                                                           |
| ----------------------------------- | ---------------- | ------------------------------------------------------------------------------- |
| Sıla Şahin & Christian Polanc       | Jive             | Michael Sembello – Maniac (aus Flashdance)                                      |
| Sıla Şahin & Christian Polanc       | Langsamer Walzer | Sia – My Love (aus Eclipse – Biss zum Abendrot)                                 |
| Paul Janke & Ekaterina Leonova      | Rumba            | Adele – Skyfall (aus James Bond 007 – Skyfall)                                  |
| Paul Janke & Ekaterina Leonova      | Wiener Walzer    | Seal – Kiss from a Rose (aus Batman Forever)                                    |
| Manuel Cortez & Melissa Ortiz-Gomez | Wiener Walzer    | Bryan Adams – Have You Ever Really Loved a Woman (aus Don Juan DeMarco)         |
| Manuel Cortez & Melissa Ortiz-Gomez | Jive             | Chuck Berry – You Never Can Tell (aus Pulp Fiction)                             |
| Simone Ballack & Erich Klann        | Cha-Cha-Cha      | Roy Orbison – Oh, Pretty Woman (aus Pretty Woman)                               |
| Simone Ballack & Erich Klann        | Wiener Walzer    | Lesley Gore – You Don’t Own Me (aus Der Club der Teufelinnen)                   |
| Manuela Wisbeck & Massimo Sinató    | Slowfox          | Monty Python – Always Look on the Bright Side of Life (aus Das Leben des Brian) |
| Manuela Wisbeck & Massimo Sinató    | Paso Doble       | Ennio Morricone – The Good, the Bad and the Ugly (aus Zwei glorreiche Halunken) |

| Tanzpaar                            | Tanz        | Musik                                         |
| ----------------------------------- | ----------- | --------------------------------------------- |
| Simone Ballack & Erich Klann        | Quickstepp  | Helen Shapiro – Walkin’ Back to Happiness     |
| Simone Ballack & Erich Klann        | Freestyle   | Sade – Smooth Operator                        |
| Paul Janke & Ekaterina Leonova      | Cha-Cha-Cha | Robbie Williams – Candy                       |
| Paul Janke & Ekaterina Leonova      | Freestyle   | Jennifer Rush – The Power of Love             |
| Sıla Şahin & Christian Polanc       | Slowfox     | Shirley Bassey – Big Spender                  |
| Sıla Şahin & Christian Polanc       | Freestyle   | Leona Lewis – Run                             |
| Manuel Cortez & Melissa Ortiz-Gomez | Quickstepp  | Mrs. Greenbird – Shooting Stars & Fairy Tales |
| Manuel Cortez & Melissa Ortiz-Gomez | Freestyle   | Michael Jackson – Smooth Criminal             |

| Tanzpaar                            | Tanz             | Musik                                |
| ----------------------------------- | ---------------- | ------------------------------------ |
| Sıla Şahin & Christian Polanc       | Quickstepp       | Of Monsters and Men – Little Talks   |
| Sıla Şahin & Christian Polanc       | Paso Doble       | Los Lobos – Cancion del Mariachi     |
| Paul Janke & Ekaterina Leonova      | Samba            | John Paul Young – Love Is in the Air |
| Paul Janke & Ekaterina Leonova      | Tango            | Nancy Sinatra – Bang Bang            |
| Manuel Cortez & Melissa Ortiz-Gomez | Samba            | Hot Chocolate – You Sexy Thing       |
| Manuel Cortez & Melissa Ortiz-Gomez | Langsamer Walzer | Audrey Hepburn – Moon River          |
|                                     |                  |                                      |
| alle Paare                          | Cha-Cha-Cha      | Miriam Makeba – Pata Pata            |

| Tanzpaar                            | Tanz          | Musik |
| ----------------------------------- | ------------- | --- |
| Sıla Şahin & Christian Polanc       | Samba         | Madonna – La Isla Bonita |
| Sıla Şahin & Christian Polanc       | Wiener Walzer | Jeff Buckley – Hallelujah |
| Sıla Şahin & Christian Polanc       | Freestyle     | Medley aus Titanic |
| Manuel Cortez & Melissa Ortiz-Gomez | Rumba         | Michael Jackson & Siedah Garrett – I Just Can’t Stop Loving You                                                                        |
| Manuel Cortez & Melissa Ortiz-Gomez | Jive          | Chuck Berry – You Never Can Tell |
| Manuel Cortez & Melissa Ortiz-Gomez | Freestyle     | Medley aus Cabaret: Joel Grey – Willkommen • Liza Minnelli – Mein Herr • Grey & Liza Minnelli – Money, Money • Liza Minnelli – Cabaret |

## Tanztabelle
| Paar              | Show 1           | Show 2     | Show 3 | Show 4        | Show 4            | Show 5  | Show 5                                    | Show 6        | Show 6           | Show 7      | Show 7    | Show 8     | Show 8           | Show 9      | Show 9        | Show 9      |
| ----------------- | ---------------- | ---------- | ------ | ------------- | ----------------- | ------- | ----------------------------------------- | ------------- | ---------------- | ----------- | --------- | ---------- | ---------------- | ----------- | ------------- | ----------- |
| Manuel & Melissa  | Cha-Cha-Cha      | Rumba      | Tango  | Paso Doble    | Discofox-Marathon | Slowfox | Fusion (Rumba & Jive) (Team „Baby Dolls“) | Wiener Walzer | Jive             | Quickstepp  | Freestyle | Samba      | Langsamer Walzer | Rumba       | Jive          | Freestyle   |
| Sıla & Christian  | Cha-Cha-Cha      | Rumba      | Tango  | Wiener Walzer | Discofox-Marathon | Samba   | Fusion (Rumba & Jive) (Team „Sexy Six“)   | Jive          | Langsamer Walzer | Slowfox     | Freestyle | Quickstepp | Paso Doble       | Samba       | Wiener Walzer | Freestyle   |
| Paul & Ekaterina  | Langsamer Walzer | Quickstepp | Jive   | Paso Doble    | Discofox-Marathon | Slowfox | Fusion (Rumba & Jive) (Team „Sexy Six“)   | Rumba         | Wiener Walzer    | Cha-Cha-Cha | Freestyle | Samba      | Tango            |             |               |             |
| Simone & Erich    | Langsamer Walzer | Rumba      | Jive   | Paso Doble    | Discofox-Marathon | Slowfox | Fusion (Rumba & Jive) (Team „Sexy Six“)   | Cha-Cha-Cha   | Wiener Walzer    | Quickstepp  | Freestyle |            |                  |             |               |             |
| Manuela & Massimo | Cha-Cha-Cha      | Quickstepp | Tango  | Wiener Walzer | Discofox-Marathon | Samba   | Fusion (Rumba & Jive) (Team „Baby Dolls“) | Slowfox       | Paso Doble       |             |           |            |                  |             |               |             |
| Jürgen & Oana     | Cha-Cha-Cha      | Quickstepp | Tango  | Wiener Walzer | Discofox-Marathon | Samba   | Fusion (Rumba & Jive) (Team „Baby Dolls“) |               |                  |             |           |            |                  |             |               |             |
| Balian & Sarah    | Langsamer Walzer | Rumba      | Jive   | Paso Doble    | Discofox-Marathon |         |                                           |               |                  |             |           |            |                  |             |               |             |
| Marijke & Stefano | Langsamer Walzer | Quickstepp | Tango  |               |                   |         |                                           |               |                  |             |           |            |                  |             |               |             |
| Tetje & Isabel    | Cha-Cha-Cha      | Rumba      |        |               |                   |         |                                           |               |                  |             |           |            |                  |             |               |             |
| Gülcan & Nikita   | Cha-Cha-Cha      |            |        |               |                   |         |                                           |               |                  |             |           |            |                  | Cha-Cha-Cha | Cha-Cha-Cha   | Cha-Cha-Cha |

Höchste Bewertung00Niedrigste Bewertung00Paar ist ausgeschieden00Nichtbewerteter Finaltanz

## Höchste und niedrigste Bewertung

### Nach Tanz
| Tanz                  | Bester Promi                                | Punktzahl | Schlechtester Promi                  | Punktzahl |
| --------------------- | ------------------------------------------- | --------- | ------------------------------------ | --------- |
| Cha-Cha-Cha           | Sıla Şahin Manuela Wisbeck                  | 13        | Jürgen Milski                        | 6         |
| Discofox              | Jürgen Milski                               | 10 von 10 | Balian Buschbaum                     | 1 von 10  |
| Fusion (Rumba & Jive) | Manuel Cortez Manuela Wisbeck Jürgen Milski | 18 von 30 | Sıla Şahin Paul Janke Simone Ballack | 17 von 30 |
| Freestyle             | Manuel Cortez Sıla Şahin                    | 29        | Simone Ballack                       | 13        |
| Jive                  | Manuel Cortez                               | 28        | Balian Buschbaum                     | 11        |
| Langsamer Walzer      | Manuel Cortez                               | 28        | Balian Buschbaum                     | 17        |
| Paso Doble            | Sıla Şahin                                  | 30        | Paul Janke                           | 11        |
| Quickstepp            | Manuel Cortez                               | 27        | Jürgen Milski Marijke Amado          | 12        |
| Rumba                 | Manuel Cortez                               | 25        | Simone Ballack                       | 8         |
| Samba                 | Sıla Şahin                                  | 24        | Jürgen Milski                        | 10        |
| Slowfox               | Sıla Şahin Paul Janke                       | 21        | Simone Ballack                       | 14        |
| Tango                 | Sıla Şahin                                  | 21        | Marijke Amado                        | 11        |
| Wiener Walzer         | Sıla Şahin                                  | 29        | Simone Ballack                       | 14        |

Punktezahlen nach drei, zwei oder einer 10-Punkte-Skala der Jury

### Nach Paar
| Tanzpaar          | Höchstbewerteter Tanz | Punktzahl | Niedrigstbewerteter Tanz | Punktzahl |
| ----------------- | --------------------- | --------- | ------------------------ | --------- |
| Balian & Sarah    | Langsamer Walzer      | 17        | Jive                     | 11        |
| Gülcan & Nikita   | Cha-Cha-Cha           | 10        | Cha-Cha-Cha              | 10        |
| Jürgen & Oana     | Wiener Walzer         | 17        | Cha-Cha-Cha              | 6         |
| Manuel & Melissa  | 2x Freestyle          | 29        | Cha-Cha-Cha              | 11        |
| Manuela & Massimo | Wiener Walzer         | 16        | Samba                    | 10        |
| Marijke & Stefano | Langsamer Walzer      | 13        | Tango                    | 11        |
| Paul & Ekaterina  | Slowfox Wiener Walzer | 21        | Paso Doble               | 11        |
| Sıla & Christian  | Paso Doble            | 30        | Cha-Cha-Cha              | 13        |
| Simone & Erich    | Langsamer Walzer      | 15        | Rumba                    | 8         |
| Tetje & Isabel    | Cha-Cha-Cha Rumba     | 10        | Cha-Cha-Cha Rumba        | 10        |

Punktezahlen nach drei 10-Punkte-Skalen der Jury